# Reduta św. Jerzego
Reduta św. Jerzego (malt. Ridott ta' San Ġorġ, ang. Saint George Redoubt) – reduta w miejscowości Birżebbuġa na Malcie. Zbudowana w latach 1714–1716 przez Zakon Maltański jako jedna z ciągu fortyfikacji nabrzeżnych dokoła Wysp Maltańskich. Reduta wciąż istnieje i jest dobrze zachowana.

## Historia

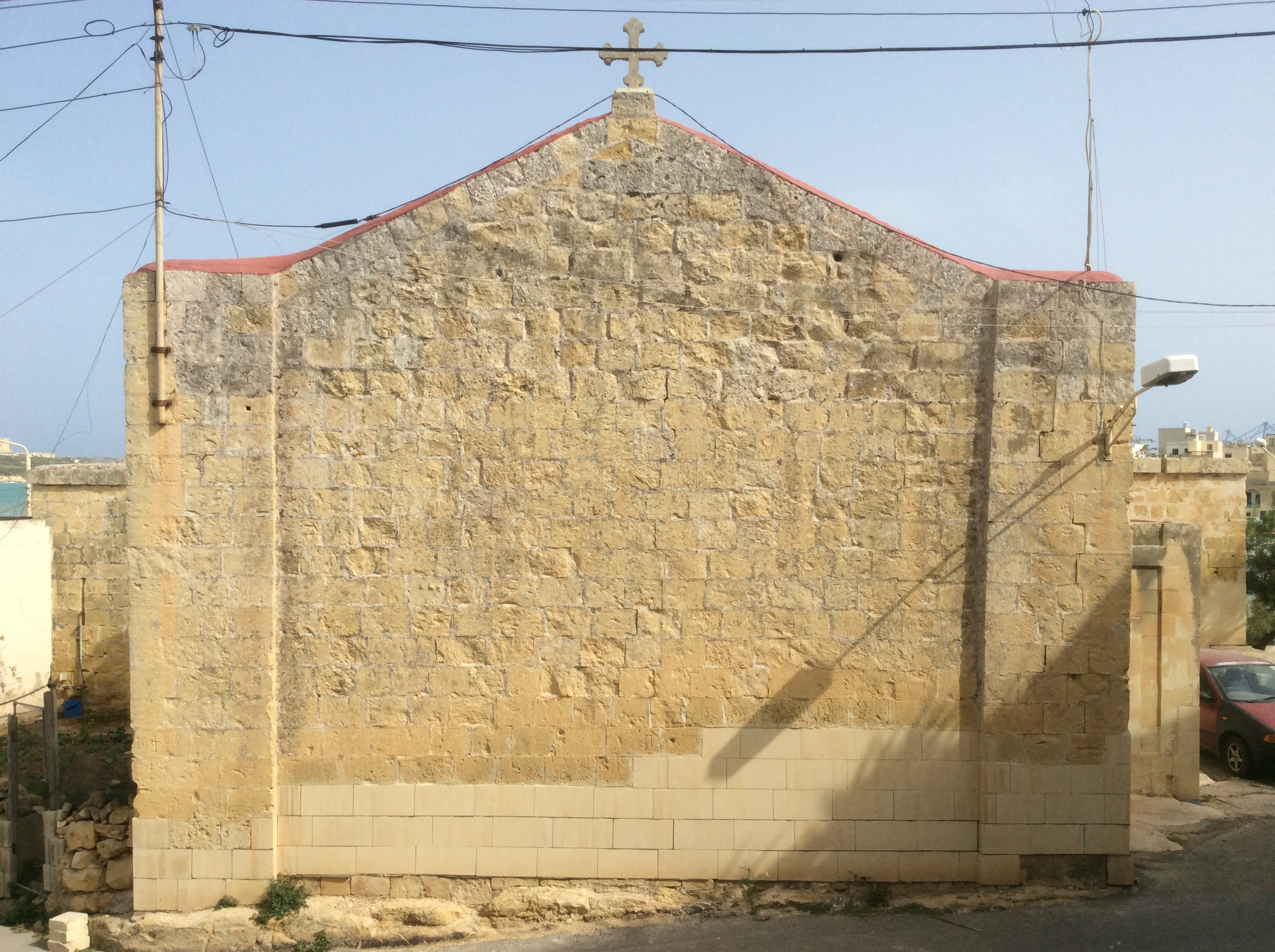
Kaplica św. Jerzego, wokół której reduta została zbudowana

Reduta św. Jerzego została zbudowana w latach 1714-1716 jako część pierwszej serii budowy fortyfikacji nabrzeżnych na Malcie. Była częścią łańcucha fortyfikacji, ochraniających Marsaxlokk Bay, w skład którego wchodziły jeszcze trzy inne reduty, duża Wieża św. Lucjana, dwie mniejsze Wieże de Redina, siedem baterii i trzy umocnienia (entrenchments).
Reduta została zbudowana na miejscu cmentarza. Reduta zawiera w sobie kaplicę św. Jerzego, zbudowaną w roku 1683 na miejscu wcześniejszej. Oprócz tego, że jest jedyną redutą Joannitów zawierającą kościół, jest niezwykła również z innego powodu - jej kształt jest półkolisty, kiedy większość pozostałych redut jest pięciokątna. Półkolista platforma jest otoczona przez niski parapet. Mury łączące redutę z kaplicą posiadają otwory strzelnicze dla muszkieterów, dojście do bramy głównej ma most zwodzony ponad rowem obronnym. Po roku 1741 na tyłach reduty odkopano dwie fugasy. Aktualnie znajdują się one wewnątrz prywatnych budynków.

## Czasy współczesne

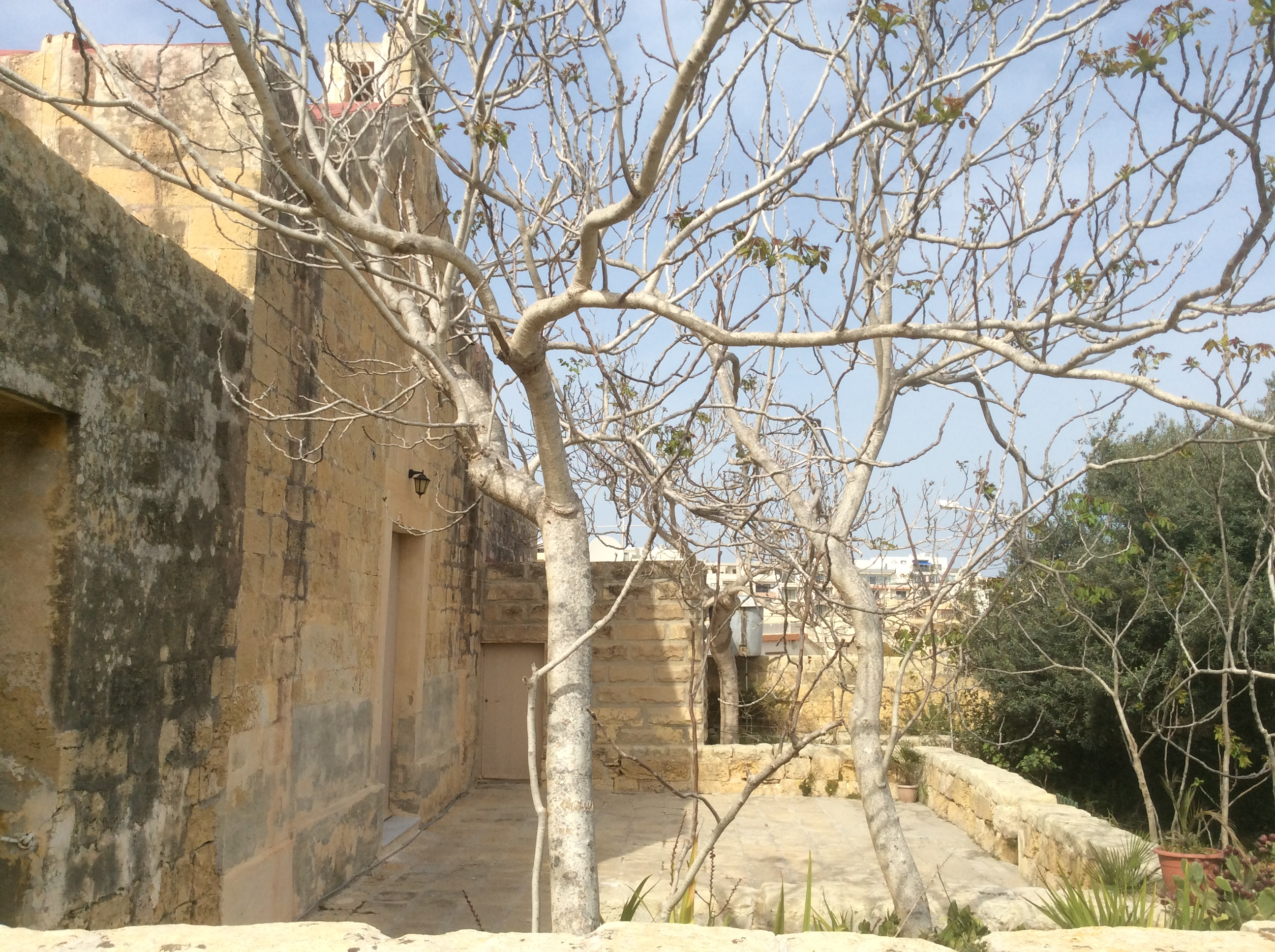
Platforma reduty, z kaplicą po lewej

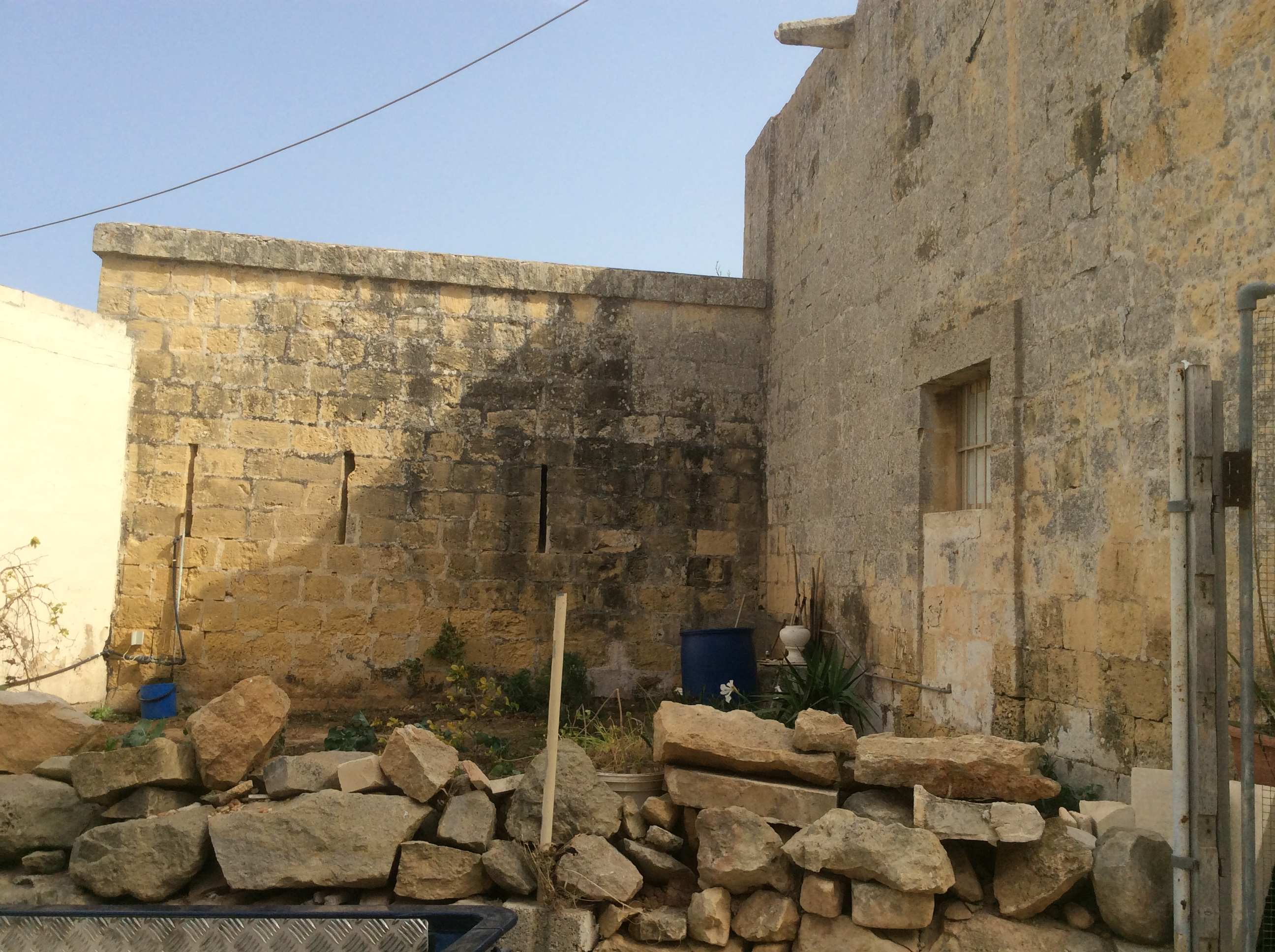
Otwory strzelnicze muszkieterów

Dziś, reduta i kaplica zarządzane są przez Missionary Society of Saint Paul. Obie konstrukcje są w dobrym stanie, umieszczone są na liście National Inventory of the Cultural Property of the Maltese Islands.